# Jens Holm
Jens Holm (n. 18 aprilie 1971, Tuna⁠(d), Comitatul Västernorrland, Suedia) este un om politic suedez, membru al Parlamentului European în perioada 2004-2009 din partea Suediei.